# Шевченко (житломасив)

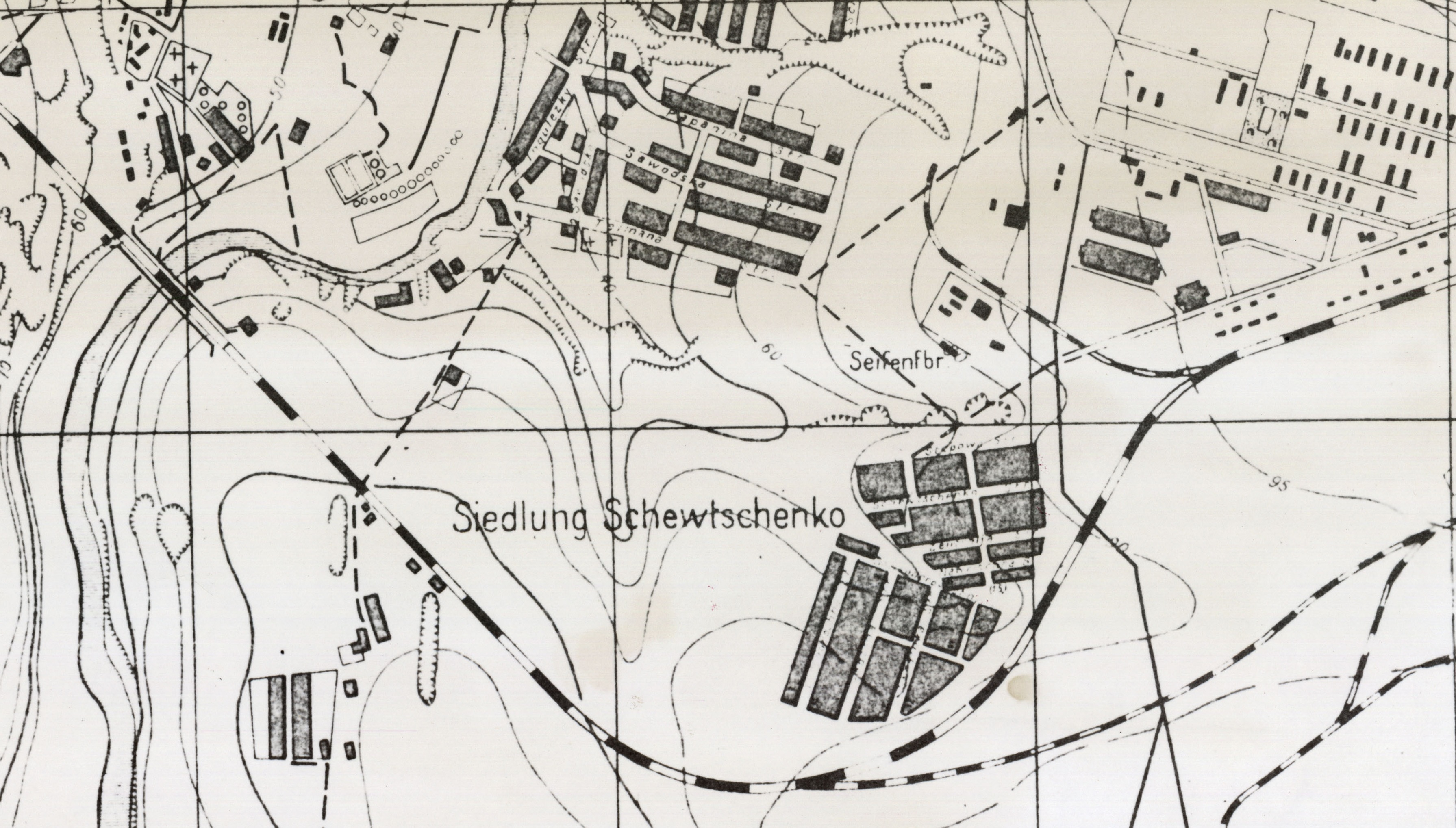
Селище ім. Шевченка на плані Кривого Рогу часів німецької окупації

І́мені Шевче́нка (також іноді Алахівка, по Алахівському залізничному мосту) — житловий масив, закладений на початку 1940-х рр. у складі Металургійного району. Межує з Інгулецьким районом.
Сформувався в 1950-1960-х рр. Складається з 9 вулиць приватного сектора. Має 353 приватні будинки. Загальна довжина вулиць 3,9 км. Площа 13,5 тис. м². Багатий на зелені насадження.
Обмежено вул. Каховська, вул. Галахівська, залізницею Червона - Кривий Ріг-Західний, відвалами НКГЗКа, сміттєзвалищем Металургійного району. На терені селища знаходиться шахта №5 РУ ім.Валявко,(на початок ХХІ сторіччя законсервована) де за часів німецько-радянської війни були страчені тубільні гебреї. На трамвайній зупинці селища є пам'ятний знак на пам'ять тих подій.